# Jacob Kogan
Jacob Pavlovich Kogan (New York, 28 maggio 1995) è un attore statunitense.

## Biografia
Ha esordito nel 2006, a 11 anni, come doppiatore per la serie TV Wonder Showzen. Nel 2007 ha recitato nel film Joshua interpretando il protagonista omonimo. Per tale interpretazione ebbe una nomination per gli Young Artist Awards. 
Nel 2009 ha interpretato Spock da piccolo nell'undicesimo film di Star Trek.

## Filmografia

### Attore

#### Cinema
- Joshua (Joshua: The Devil's Child), regia di George Ratliff (2007)
- Lifelines (Wherever You Are), regia di Rob Margolies (2008)
- Star Trek, regia di J. J. Abrams (2009)

#### Televisione
- Law & Order - Unità vittime speciali (Law & Order: Special Victims Unit) – serie TV, 1 episodio (2011)
- Delocated – serie TV, 25 episodi (2009-2013)
- The Tomorrow People – serie TV, 12 episodi (2013-2014)
- Inside the Woods, regia di Chelsea Jacobson (2017)

#### Cortometraggi
- Simon Who Goes Back in Time, regia di Jacob Siwak (2016)
- I Love Lucy, regia di Zach Lorkiewicz (2016)

### Doppiatore
- Wonder Showzen – serie animata, 5 episodi (2005-2007)

## Doppiatori italiani
Nelle versioni in italiano dei suoi lavori, Jacob Kogan è stato doppiato da:
- Alex Polidori in Joshua, The Tomorrow People